# Sonja Hegasy
Sonja Hegasy (* 1967 in Leverkusen, arabisch: سونيا حجازي) ist eine deutsche Islamwissenschaftlerin und Vizedirektorin des Berliner Leibniz-Zentrum Moderner Orient (ZMO). Sie ist Inhaberin der Vertretungsprofessur für Postkoloniale Studien an der Barenboim-Said-Akademie, einer privaten Musikhochschule in Berlin. 

## Leben
Sonja Hegasy studierte Arabisch und Islamwissenschaft an der American University in Kairo, der Universität Witten/Herdecke sowie an der Ruhr-Universität Bochum. 1990 schloss sie ihr Studium an der Columbia University mit einer Arbeit zu Violent Narratives – Narrative Violence ab. Ihre Dissertation an der FU Berlin zu Staat, Öffentlichkeit und Zivilgesellschaft in Marokko wurde 1996 veröffentlicht. Seit 2008 ist sie stellvertretende Direktorin des Leibniz-Zentrums Moderner Orient (ZMO). Zu ihren Forschungs- und Publikationsschwerpunkten zählen zeitgenössisches arabisches Denken, soziale Mobilisierung, Kulturgeschichte der Moderne und Erinnerungspolitik in Post-Konflikt-Gesellschaften. Sonja Hegasy hat sich stark für die Rezeption des zeitgenössischen marokkanischen Philosophen Mohamed Abed al-Jabiri in Deutschland eingesetzt. 2016 war sie Fulbright Fellow an der City University of New York. Sie ist Mitglied verschiedener akademischer Beiräte, unter anderem war sie von 2009 bis 2016 Vorsitzende des Beirats Wissenschaft & Zeitgeschehen des Goethe-Instituts in München, Mitglied des Trajectories of Change-Programms der ZEIT-Stiftung Ebelin und Gerd Bucerius und im Beirat des Maghreb Studies Center der Arizona State University.

## Werke
- »Der Text liest den Leser.« Apropos Mohammed Abed Al-Jabri, 1935–2010. In: polylog. Forum für interkulturelles Philosophieren e.V., Wiener Gesellschaft für interkulturelle Philosophie (Hrsg.), Heft Nr. 44, 2021, 129–136.
- »Kann der Kapitalismus – oder der Imperialismus – sich in eine humanistische Bewegung transformieren? Das bezweifle ich!« Mohammed Abed Al-Jabri im Interview mit Sonja Hegasy. Casablanca 6. Mai 1993. In: polylog. Forum für interkulturelles Philosophieren e.V., Heft Nr. 44, 2021, 137–149.
- Guest Co-Editor Memories of Violence, Social Life and Political Culture in the Maghreb and Mashreq, Memory Studies, Special Issue, 12.3, June 2019. (with N.S. Nikro)
- Dare to be wise! On the Reception of Mohammed Abed al-Jabri Post-2011. In: F. Corrao, Z. Eyadat, M. Hashas (eds) Islam, State, and Modernity: Mohammed Abed Al Jabri and the Future of the Arab World. New York: Palgrave, 2018, 183–204.
- Co-Editor The Social Life of Memory: Violence, Trauma, and Testimony in Lebanon and Morocco. New York: Palgrave, 2017. (with N.S. Nikro)
- Co-Editor Herausforderungen in arabischen Staaten. Die Friedrich-Ebert-Stiftung im Nahen Osten und in Nordafrika. Bonn: Dietz-Verlag, 2016. (with V. Vinnai, S. Faath, A. Vogt)
- Co-Editor Gendered Memory in the Middle East and North Africa: Cultural Norms, Social Practices, and Transnational Regimes. Special Issue of the Journal for Middle Eastern Women Studies (JMEWS). Vol. 8, 2012, No. 1. (with B. Dennerlein)
- Young Authority: Quantitative and Qualitative Insights into Youth, Youth Culture, and State Power in Contemporary Morocco. In: The Journal of North African Studies, Volume 12, Issue 1 March 2007, (S. 19–36).
- Changing Values among Youth. Examples from the Arab World and Germany (ed. with Elke Kaschl), Berlin: ZMO-Studien, 2007
- Staat, Öffentlichkeit und Zivilgesellschaft in Marokko: Die Potentiale der sozio-kulturellen Opposition (Politik, Wirtschaft und Gesellschaft des Vorderen Orients) ISBN 3891730454